# Tiếng Phake
Tiếng Phake hoặc tiếng Tai Phake (တႝၸႃကေ, tai phākae) là một ngôn ngữ Thái được sử dụng tại thung lũng Buri Dihing thuộc Assam, Ấn Độ. Ngôn ngữ này có mối quan hệ gần gũi với các ngôn ngữ Thái Tây Nam khác ở Assam: tiếng Aiton, tiếng Khamti, tiếng Khamyang, và tiếng Turung.

## Phân bố
Buragohain (1998) liệt kê các làng Tai Phake sau đây.
- Man Phake Tau (Namphake village, Assam)
- Man Tipam (Tipam Phake village, Assam)
- Man Phake Neu (Bor Phake village, Assam)
- Man Mo (Man Mo village, Assam)
- Man Phaneng (Phaneng village, Assam)
- Man Long (Long village, Assam)
- Man Nonglai (Nonglaui village, Assam)
- Man Monglang (Monglang village, Assam)
- Man Nigam (Nigam village, Assam)
- Man Wagun (Wagun village, Arunachal Pradesh)
- Man Lung Kung (Lung Kung village, Arunachal Pradesh)

| Tên ngôn ngữ Thái     | Phiên dịch của tên ngôn ngữ Thái | Tên tiếng Assam/Anh | Huyện     |
| --------------------- | -------------------------------- | ------------------- | --------- |
| ma꞉n3 pha꞉4 ke꞉5 taü3 | Lower Phake village              | Namphakey           | Dibrugarh |
| ma꞉n3 pha꞉k4 ta꞉5     | Other side of the river village  | Tipam Phake         | Dibrugarh |
| ma꞉n3 pha꞉4 ke꞉5 nɔ6  | Upper Phake village              | Borphake            | Tinsukia  |
| niŋ1 kam4             | Ning kam Nagas                   | Nigam Phake         | Tinsukia  |
| ma꞉n3 pha꞉4 naiŋ2     | Red sky village                  | Faneng              | Tinsukia  |
| məŋ2 la꞉ŋ2            | Country of the Lang Nagas        | Mounglang           | Tinsukia  |
| məŋ2 mɔ1              | Mine village                     | Man Mau             | Tinsukia  |
| ma꞉n3 loŋ6            | Big village                      | Man Long            | Tinsukia  |
| nauŋ1 lai6            | Nong Lai Nagas                   | Nonglai             | -         |

Từ /maːn˧/ tương đương với ban (บ้าน) tiếng Thái hiện đại và wan trong tiếng Shan (ဝၢၼ်ႈ), nghĩa là 'làng'.
(Ghi chú: Đối với một lời giải thích của hệ thống ký hiệu cho thanh điệu ngôn ngữ Thái, xem Tiếng Thái nguyên thủy#Thanh điệu.)

## Chữ viết
Người Phake có chữ viết riêng gọi là 'Lik-Tai', cũng được chia sẻ với người Khamti và người Aiton. Chữ viết này gần tương tự với chữ Shan Bắc (một biến thể của 
chữ Miến Điện) tại Myanmar, với một số chữ cái có hình dạng khác nhau.

### Phụ âm
- က - kaa - k - [k]
- ၵ - khaa - kh - [kʰ]
- င - ngaa - ng - [ŋ]
- ꩡ - chaa - ch - [t͡ʃ], [t͡s]
- ꩬ - saaa - s - [s]
- ၺ - nyaa - ny - [ɲ][4]
- တ - taa - t - [t]
- ထ - thaa - th - [tʰ]
- ꩫ - naa - n - [n]
- ပ - paa - p - [p]
- ၸ - phaa - ph - [pʰ]
- မ - maa - m - [m]
- ယ - yaa - y - [j]
- လ - laa - l - [l]
- ဝ - waa - w - [w~v]
- ꩭ - haa - h - [h]
- ဢ - aa - a - [ʔ]

### Nguyên âm
- ႊ - a - [a]
- ႃ - ā - [aː]
- ိ - i - [i]
- ီ - ī - [iː]
- ု - u - [u]
- ူ - ū - [uː]
- ေ - e/ae - [eː/ɛ]
- ႝ - ai - [ai]
- ေႃ - o/aw - [oː/ɔː]
- ံ - ṁ - [am]
- ုံ - um - [um]
- ွံ - om - [ɔm]
- ိုဝ် - eu - [ɛu]
- ်ႍ - au - [au]
- ်ွ - āu - [aːu]
- ွ - aw - [ɒ]
- ွႝ - oi - [oj]
- ် - phụ âm cuối [5]